# Адміністративний устрій Володарського району (Київська область)
Адміністративний устрій Володарського району — адміністративно-територіальний поділ Володарського району Київської області на 1 селищну та 21 сільські ради, які об'єднують 37 населених пунктів і підпорядковані Володарській районній раді. Адміністративний центр — смт Володарка.

## Список радВолодарського району
| №  | Назва                                 | Центр                      | Населені пункти                          | Площа км² | Місце за площею | Населення (2001), осіб. | Місце за населенням |
| -- | ------------------------------------- | -------------------------- | ---------------------------------------- | --------- | --------------- | ----------------------- | ------------------- |
| 1  | Володарська селищна рада              | смт Володарка              | смт Володарка                            |           |                 |                         |                     |
| 2  | Березнянська сільська рада            | с. Березна                 | с. Березна                               |           |                 |                         |                     |
| 3  | Біліївська сільська рада              | с. Біліївка                | с. Біліївка                              |           |                 |                         |                     |
| 4  | Гайворонська сільська рада            | с. Гайворон                | с. Гайворон                              |           |                 |                         |                     |
| 5  | Городище-Пустоварівська сільська рада | с. Городище-Пустоварівське | с. Городище-Пустоварівське с-ще Веснянка |           |                 |                         |                     |
| 6  | Завадівська сільська рада             | с. Завадівка               | с. Завадівка с. Дружба                   |           |                 |                         |                     |
| 7  | Зрайківська сільська рада             | с. Зрайки                  | с. Зрайки с. Шевченкове                  |           |                 |                         |                     |
| 8  | Капустинська сільська рада            | с. Капустинці              | с. Капустинці с. Коржиха с. Чепіжинці    |           |                 |                         |                     |
| 9  | Косівська сільська рада               | с. Косівка                 | с. Косівка с. Городище-Косівське         |           |                 |                         |                     |
| 10 | Лобачівська сільська рада             | с. Лобачів                 | с. Лобачів с. Нове Життя                 |           |                 |                         |                     |
| 11 | Логвинська сільська рада              | с. Логвин                  | с. Логвин с. Михайлівка                  |           |                 |                         |                     |
| 12 | Мармуліївська сільська рада           | с. Мармуліївка             | с. Мармуліївка с. Кленове                |           |                 |                         |                     |
| 13 | Матвіїська сільська рада              | с. Матвіїха                | с. Матвіїха с. Лихачиха                  |           |                 |                         |                     |
| 14 | Ожегівська сільська рада              | с. Ожегівка                | с. Ожегівка                              |           |                 |                         |                     |
| 15 | Пархомівська сільська рада            | с. Пархомівка              | с. Пархомівка                            |           |                 |                         |                     |
| 16 | Петрашівська сільська рада            | с. Петрашівка              | с. Петрашівка                            |           |                 |                         |                     |
| 17 | Рачківська сільська рада              | с. Рачки                   | с. Рачки с. Ратуш                        |           |                 |                         |                     |
| 18 | Рогізнянська сільська рада            | с. Рогізна                 | с. Рогізна                               |           |                 |                         |                     |
| 19 | Рубченківська сільська рада           | с. Рубченки                | с. Рубченки с. Володимирівка             |           |                 |                         |                     |
| 20 | Рудосільська сільська рада            | с. Руде Село               | с. Руде Село                             |           |                 |                         |                     |
| 21 | Тадіївська сільська рада              | с. Тадіївка                | с. Тадіївка с. Гайок с. Тарасівка        |           |                 |                         |                     |
| 22 | Тарганська сільська рада              | с. Тарган                  | с. Тарган с. Надросівка                  |           |                 |                         |                     |

* Примітки: м. — місто, смт — селище міського типу, с. — село, с-ще — селище